# 高根村立高根小学校池ヶ洞冬季分校
高根村立高根小学校池ヶ洞冬季分校（たかねそんしりつ たかねしょうがっこう　いけがほらとうきぶんこう）は、かつて岐阜県大野郡高根村（現・高山市）に存在した公立小学校の冬季分校。

## 概要
- 現在の高山市高根町池ヶ洞に存在した高根村立高根小学校の冬季分校であり、設置時期は基本的に12月から翌年3月であった。該当児童がいない年は休校としていた。
- 池ヶ洞地区の児童は冬季以外の時季は本校の高根小学校に通学していた。
- 跡地は池ヶ洞公民館となっている。

## 沿革
- 1927年（昭和2年）1月 - 大字池ヶ洞に高根尋常小学校臨時の分教場を設置（3月まで）。1～4年生が通学する。
- 1928年（昭和3年）12月 - 池ヶ洞の臨時の分教場が、正式に高根尋常小学校池ヶ洞冬季分教場となる。設置期間は12月から翌年3月まで。
- 1941年（昭和16年）4月1日 - 高根国民学校池ヶ洞冬季分教場に改称する。
- 1945年（昭和20年） - 大字池ヶ洞字黍生に黍生冬季分教場が設置される（実質上の分離）。
- 1947年（昭和22年）4月1日 - 高根村立高根小学校池ヶ洞冬季分校に改称する。
- 1954年（昭和29年） - 第一分校の旧校舎を移築し、新たな校舎とする。
- 1969年（昭和44年） - 池ヶ洞冬季分校の通学児童が1・2年生となる。
- 1970年（昭和45年） - 休止。
- 1973年（昭和48年）3月 - 廃校。